# عبد العزيز سي
عبد العزيز سي هو عالم وإمام وداعية موريتاني مشهور، ولد عام 1943 بمدينة انتيكان في ولاية الترارزة، وتوفي في 2 مايو 2012، بعد تعرضه لحادث سير أليم في 21 أبريل 2012، نقل على إثره لتلقي العلاج بجمهورية السنغال.

## حياته
نشأ الشيخ عبد العزيز سي في أسرة علم وتربية، ودرس مبادئ العلوم الشرعية واللغوية على يد والده الحاج أبو بكر سي، قبل أن يتتلمذ على يد عدد من العلماء والمربين من أبرزهم العلامة الموريتاني الراحل «بداه ولد البصري».
حصل عبد العزيز سي على إجارة في القرآن الكريم، وأخرى في الفقه، قبل أن يحصل على شهادة الإجازة من المعهد العالي للدراسات والبحوث الإسلامية عام 1984م.
اشتغل بالقضاء في بداية أمره، قبل أن يتفرغ للإمامة والدعوة إلى الله؛ حيث كان من رواد الصحوة الأوائل، ومن دعاة الفكر الوسطي، قبل يكون قائدا بارزا من قادة جماعة الدعوة والتبليغ.
كان عبد العزيز سي إمام جامع الحسن الثاني المعروف شعبيا ب«مسجد المغرب» بالعاصمة نواكشوط، وقد أسس الكثير من المحاضر القرآنية في مختلف ربوع موريتانيا، واتسم بالزهد والورع والتواضع، وشارك في الكثير من البرامج الإعلامية، وعرفته منابر المساجد في مختلف الأقطار داعية ومرشدا ومعلما.

### وظائفه
- التحق بسلك القضاء بعد تخرجه من المعهد العالي للدراسات والبحوث الإسلامية عام 1984؛ حيث عمل قاضيا بالعاصمة نواكشوط، قبل أن يتم تعيينه نائبا للمدعي العام للمحكمة بمقاطعة روصو، عاصمة ولاية اترارزة.
- كما شغل منصب عضو المجلس الإسلامي الأعلى
- عين نائب رئيس اللجنة المركزية لمراقبة الأهلة
- كما شغل منصب عضو في مجلس إدارة الأوقاف
- وكان عضوا بلجنة الشفافية لمكافحة الفساد[1]
- مثل موريتانيا في مؤتمرات دولية من بينها:
- مؤتمر الأديان والسلام المنظم بالاتحاد السوفيتي سابقا 1986
- الملتقى العالمي للتصوف المنظم بطرابلس 1994 - ملتقى علماء غرب أفريقيا بالسنغال 2010

### وفاته
توفي الأربعاء 02 مايو 2012، بعد تعرضه لحاث سير نقل بعده لتلقي العلاج بجمهورية السنغال، حيث توفي هناك.
عرف عنه تفرغه للإمامة وتعليم القرآن وأحكام الفقه والشريعة في محظرته بالجامع «المغربي»، كما ألفه مستمعو إذاعة القرآن الكريم من خلال ختماته المشهورة وتلاوته المتميزة عبر الأثير، علاوة على حلقات الذكر والدروس التي دأب على إحيائها خلال شهر رمضان المبارك من كل عام.